# Aschauer von Achenrain und Lichtenthurn

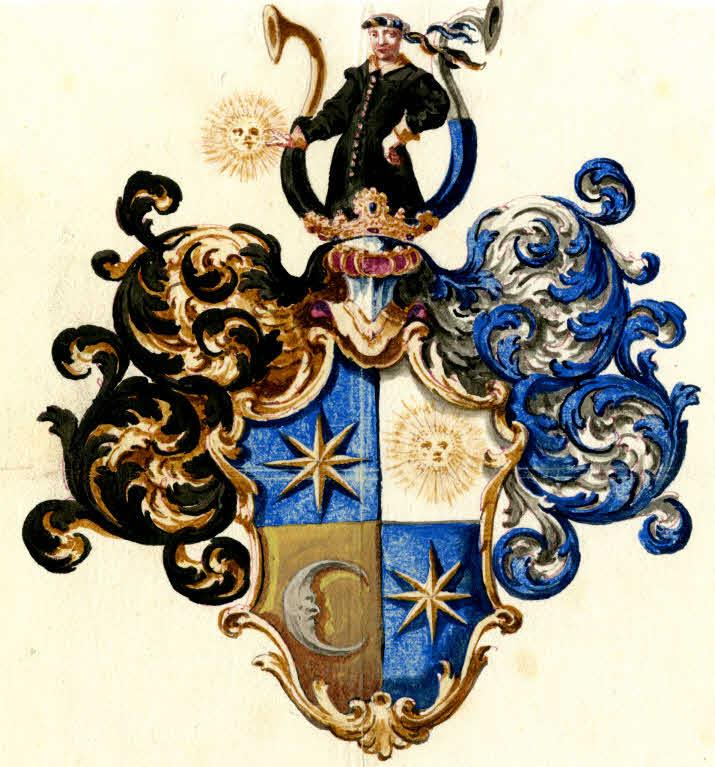
Wappen der Aschauer von und zu Achenrain (1675)

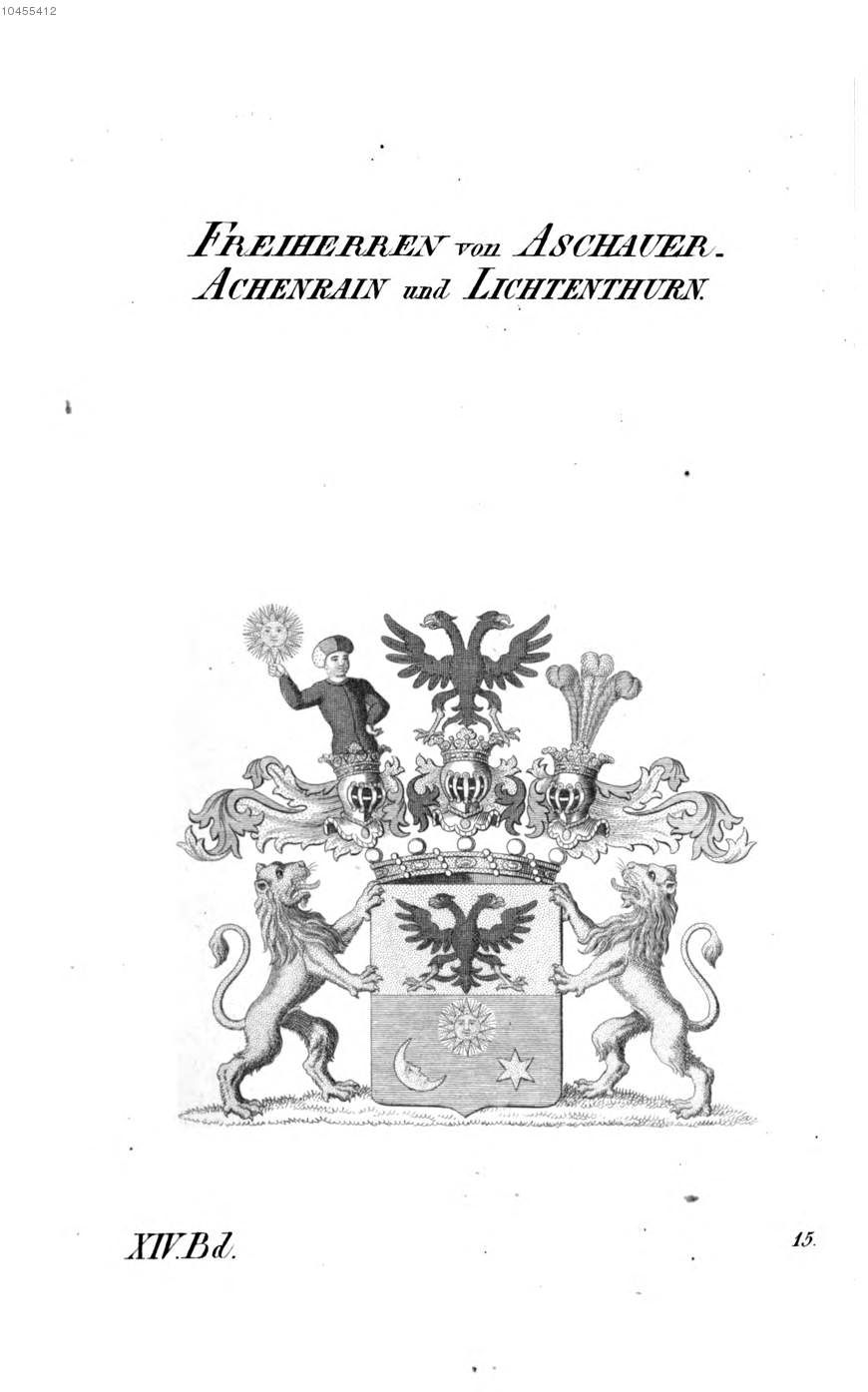
Freiherrliches Wappen der Aschauer von und zu Achenrain und Lichtenthurn (1794)

Aschauer von und zu Achenrain und Lichtenthurn ist der Name eines briefadeligen Geschlechts aus Tirol, das in den erbländisch-österreichischen Ritter- und Freiherrenstand erhoben wurde.

## Geschichte
Das Geschlecht geht auf den Bürger von Innsbruck Karl Aschau zurück. Dieser gründete 1648 zusammen mit Andre Branger das Messing- und Eisenwerk Achenrain, welches aus einem stillgelegten Schmelzhütte der Fugger hervorging. Das entsprechende Privileg zur Gründung erteilte der Tiroler Landesfürst Erzerzherzog Ferdinand Karl von Österreich Tirol am 10. Juni 1653. Bald zu Wohlstand und Reichtum gekommen, errichtete der Bergbauunternehmer Mitte des 17. Jahrhunderts im Ort den repräsentativen Ansitz Achenrain, welcher bis 1855 in Familienbesitz verblieb. Der Gewerke Karl Aschau wurden laut Diplom vom 18. November 1675 in Wien von Kaiser Leopold I. mit dem Prädikat „Aschauer von und zu Achenrain“ in den erbländisch-österreichischen Adelsstand erhoben. In der zweiten Hälfte des 18. Jahrhunderts erlangte das Messingwerk- und Eisenwerk Achenrain einen kaum geglaubten Aufschwung. Am 26. Juli 1778 erhielt das Geschlecht unter den Namen „Aschauer von und zu Achenrain und Lichtenthurn“ die Eintragung in die Tiroler Adelsmatrikel. Darauf erhob am 28. Januar 1794 Kaiser Franz II. den oberösterreichischen Gubernialrat und Kreishauptmann Joseph Vinzenz Guntram Aschauer von Achenrain und Lichtenthurn und seine Brüder, der oberösterreichische Kammeral- und Militärzahlamtskontrolleur Franz Johann Oswald Karl Anton Aschauer von Achenrain und Lichtenthurn, alle Besitzer des Messingwerkes Achenrain, in den erbländisch-österreichischen Freiherrenstand.

## Genealogie (Auswahl)

### I. Linie
1. Joseph Freiherr Aschauer von Lichtenthurn († 1888)
  1. Anton Freiherr Aschauer von Lichtenthurn, k. k. Bezirksrichter a. D., heiratete 1858 Therese Stuhlreiter († 4. Februar 1882).
    1. Hedwig Freiin Aschauer von Lichtenthurn (* 1860 in Rattenberg)
2. Karl Freiherr Aschauer von Lichtenthrun, heiratete Therese von Perghofen
  1. Anna Freiin Auschauer von Lichtenthrun (* 1810), heiratete NN Völkl.
  2. Franz Freiherr Auschauer von Lichtenthurn, heiratete Karoline Schuler
    1. Joseph Freiherr Auschauer von Lichtenthurn (* 30. November 1828), k. k. Sektionschef a. D., heiratete am 6. Juni 1870 in Robow in Ungarn Laura von Herber (* 1847 in Brünn)
    2. Karoline Freiin Auschauer von Lichtenthurn, heiratete Peter Orlański († 1861), k. k. Oberleutnant
    3. Friederike Freiin Aschauer von Lichtenthurn, heiratete Aloys von Braitenberg, k. k. Finanzrat in Brixen in Tirol
    4. Johann Freiherr Aschauer von Lichtenthurn, heiratete NN Pfeuffer
      1. Ignaz Freiherr Aschauer von Lichtenthurn, k. k. Obertelegraphist in Wien

### II. Linie
1. Leopold Freiherr Aschauer von Lichtenthurn, k. k. Einreichnungsprotokolldirektor in Innsbruck, heiratete Anna Edle von Tausch zu Glöckelsthurn
  1. Joseph Freiherr Aschauer von Lichtenthurn (* 8. Februar 1809 in Innsbruck; † 8. November 1874), heiratete am 28. Juni 1843 in Trient Gertrude de Slucha-Matteoni von Caldonazzo (* 19. Juni 1812)
    1. Alarich Joseph Maria Freiherr Aschauer von Lichtenthurn (* 4. Juli 1845 in Trient), k. k. Postamtsoffizial in Innsbruck, heiratete am 29. September 1874 Therese verw. Perathoner, geb. Kinsele (* 25. September 1850 in Bozen)
    2. Ottilie Maria Luigia Freiin Aschauer von Lichtenthurn (* 11. April 1844 in Trient), heiratete am 18. November 1868 Matteto Catoni, Gutsbesitzer in Trient.
    3. Walther Emilio Maria Freiherr Aschauer von Lichtenthurn (* 16. August 1847 in Wiltau)
    4. Maria Anna Amalia Freiin Aschauer von Lichtenthurn (* 24. Februar 1849 in Innsbruck), heiratete am 26. November 1878 Carl Klarner, k. k. Oberleutnant im Tiroler Jägerregiment Kaiser Franz Joseph
    5. Elvira Amalia Maria Freiin Aschauer von Lichtenturn (* 13. Juni 1857 in Innsbruck)

  2. Wenzel Freiherr Aschauer von Lichtenthrun, heiratete Maria Resch
    1. Wenzel Freiherr Aschauer von Lichtenturn (* 20. März 1846 in Salzburg), k. k. Finanz-Oberinspektor in Steyr in Oberösterreich, heiratete am 8. Juni 1876 in Salzburg Elise Hutter (* 24. Februar 1857 in Vilshofen)
      1. Wenzel Freiherr Aschauer von Lichtenthurn (* 24. August 1878 in Linz)

    2. Marie Freiin Aschauer von Lichtenthurn (* 21. März 1848 in Salzburg)
    3. Ida Freiin Aschauer von Lichtenthurn (* 12. April 1850 in Salzburg)
    4. Hermann Freiherr Aschauer von Lichtenthurn (* 26. August 1852 in Salzburg)

  3. Hermann Freiherr Aschauer von Lichtenthurn (* 17. September 1876 in Hall in Tirol), k. k. Hauptmann a. D., heiratete am 5. November 1855 in Hall in Tirol Antonia Josepha Edle von Heufler zu Rasen und Perdonegg (* 2. Oktober 1823)
    1. Maria Leopold Joseph August Freiherr Aschauer von Lichtenthurn (* 11. Januar 1857), k. k. Bezirkshauptmann
    2. Julie Josepha Maria Freiin Aschauer von Lichtenthurn (* 24. Februar 1859 in Kufstein)
    3. Bertha Theresia Maria Freiin Aschauer von Lichtenthurn (* 3. März 1869 in Kufstein)
    4. Emma Karoline Maria Freiin Aschauer von Lichtenthurn (* 28. April 1863 in Hall)

  4. Anton Mons Oswald Gebhard Freiherr Aschauer von Lichtenthurn (* 18. März 1821), k. k. Major der Landwehr, heiratete am 27. August 1857 in Prag Eugenie Jung von Junginsfeld (* 16. März 1827 in Innsbruck)
    1. Anna Maria Regina Johanna Freiin Aschauer von Lichtenthurn (* 1. Januar 1859 in Eggenburg)
    2. Eugenie Maria Gabriele Johanna Freiin Aschauer von Lichtenthurn (* 15. August 1860 in Linz), heiratete am 26. August 1884 in Innsbruck Gustav Freiherr Karwinsky von Karwin, k. k. Oberleutnant im Tiroler Jägerregiment Kaiser Franz Joseph
    3. Maria Antonia Johanna Freiin Aschauer von Lichtenthurn (* 17. September 1861 in Wels)
    4. Regina Emilie Maria Johanna Freiin Aschauer von Lichtenthurn (* 7. Oktober 1862 in Wels)
    5. Georg Eugen Joseph Johann Freiherr Aschauer von Lichtenthurn (* 30. Juli 1865 in Urfahr bei Linz), k. k. Leutnant

  5. Gabriele Freiin Aschauer von Lichtenthurn, gräfl. Wolkensteinsche Stiftsdame in Innsbruck